# Judita
Judita (1521) és el nom d'un poema croat del segle xvi escrit per Marko Marulić basat en l'episodi narrat en el Llibre de Judit de la Bíblia.

## Argument
Nabucodonosor II envia el seu general Holofernes a conquerir els territoris veïns, tasca que ell emprèn expandint el terror al seu pas. Quan arriba a terres d'Israel, una bella vídua, Judit, prega a Déu que els salvi. Holofernes s'enamora d'ella i la convida a la seva tenda on ella l'emborratxa i li talla el cap, que després exhibeix davant les tropes invasores. Aquestes abandonen la regió i tot el poble honora Judit, qui roman sense casar-se fins a la seva mort.

## Anàlisi
El poema es divideix en sis llibres i està escrit en versos dodecasíl·labs i està influït per les idees poètiques petrarquistes, com es veu en les descripcions de la protagonista. L'obra va ser llegida des del principi en clau al·legòrica, on la crueltat babilònica era equiparable a la dels otomans, contra els quals l'autor crida a la resistència. Si mantenen la fe en el seu déu podran vèncer l'enemic infidel, malgrat aquest sigui més poderós. La visió de la dona combina la valentia en enfrontar-se al fort general i la castedat de la dona cristiana desitjada després de la mort del seu espòs, per això es fa èmfasi en el fet que es queda soltera i sense relacions després de l'episodi de la tenda.